# Sadzaki

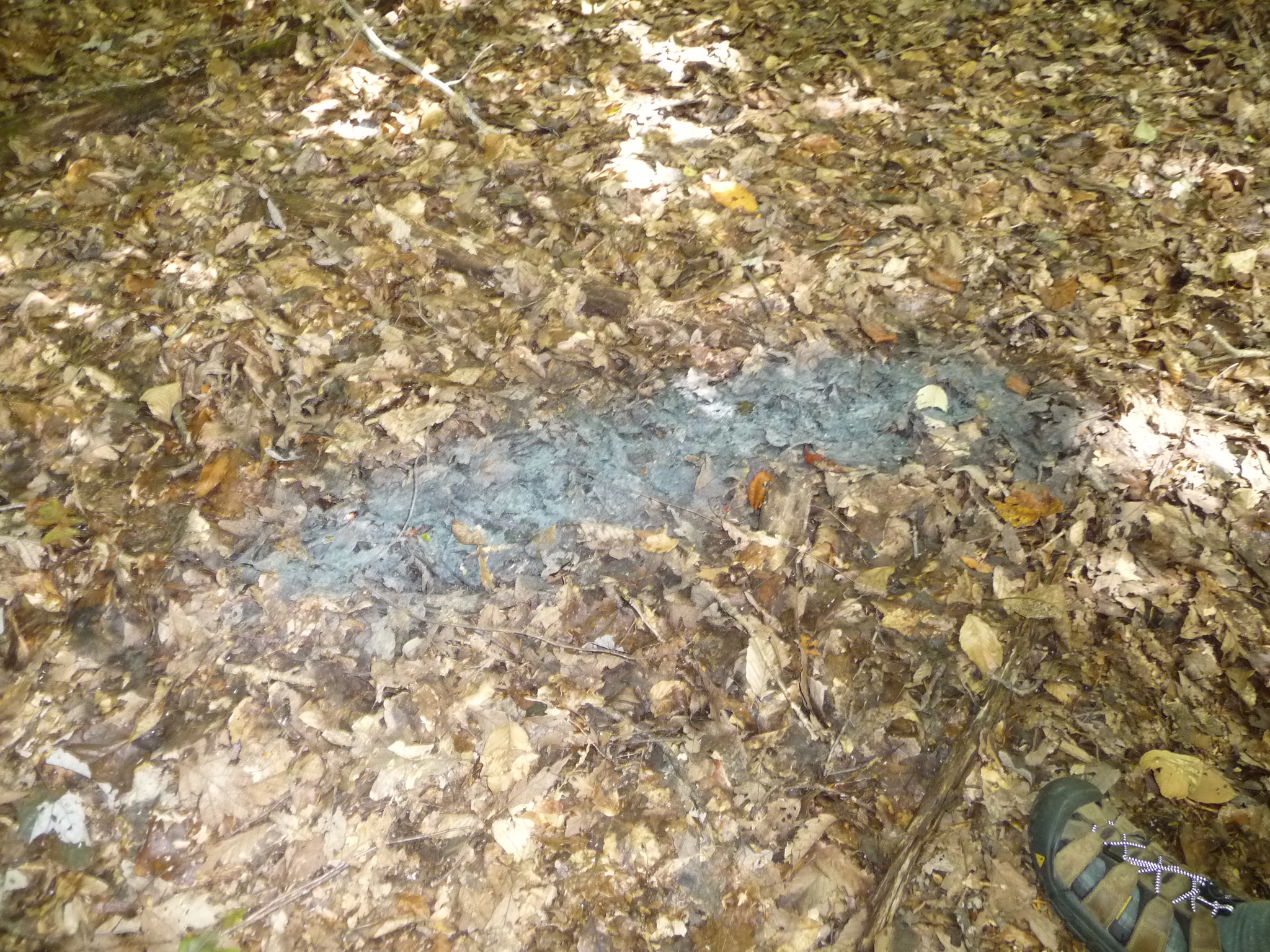
Sadzaki żerujące na spadzi.

Sadzaki – grzyby workowce z rzędu zatworniaków (Perisporiales), których grzybnia rozrasta się na powierzchni różnych roślin szklarniowych i gruntowych, pokrytych słodkimi wydalinami mszyc. Te saprofity tworzą czarna sadzowatą powłokę tzw. sadzowatość liści, wpływającą niekorzystnie nie tylko na wygląd, ale także na wzrost i dojrzewanie owoców.
Zapobieganie sadziowatości liści polega na zwalczaniu mszyc, prześwietlaniu korony, a w przypadku cennych roślin ozdobnych czarną powłokę należy zmywać.